# Bazylika św. Kwiryna w Neuss
Bazylika św. Kwiryna (niem. Basilika St. Quirin), znana powszechnie jako Quirinus-Münster – rzymskokatolicka świątynia znajdująca się w niemieckim mieście Neuss.

## Historia
W V wieku w miejscu obecnej bazyliki znajdował się cmentarz i prawdopodobnie niewielka świątynia. W IX wieku wzniesiono tu trójnawową bazylikę należącą do benedyktynów, którą około 1000 roku powiększono o kryptę. Około 1050 roku sprowadzono tu relikwie św. Kwiryna, wczesnochrześcijańskiego męczennika, które uczyniły świątynię celem pielgrzymów. Kamień węgielny pod budowę dzisiejszego kościoła wmurował mistrz Wolbero 9 października 1209, w dzień wspomnienia św. Dionizego, prace budowlane trwały do 1230 roku.
Świątynia częściowo spłonęła podczas pożaru miasta w 1586 roku. Dach i wieże zostały zniszczone wskutek uderzenia pioruna w 1741 roku, podczas odbudowy wzniesiono barokową kopułę zwieńczoną figurą św. Kwiryna. W 1802 roku, w okresie okupacji napoleońskiej, rozebrano zabudowania dawnego klasztoru wraz z krużgankami. W XIX wieku i na początku wieku XX świątynię poddano renowacji. W 1914 zachodnia wieża została zniszczona przez pożar. 5 stycznia 1944 gmach poważnie ucierpiał podczas nalotu bombowego, waląca się zachodnia ściana prezbiterium zniszczyła kryptę. W 1950 roku ukończono odbudowę, a na przełomie XX i XXI wieku świątynię wyremontowano. 6 października 2009 papież Benedykt XVI wyniósł kościół do godności bazyliki mniejszej. Kolejne prace remontowe miały miejsce w 2024 roku.

## Architektura i wyposażenie
Świątynia późnoromańska, trójnawowa, o układzie bazyliki emporowej z transeptem. Wnętrze zdobi wykonana przez kolońskiego mistrza późnogotycka figura św. Kwiryna i krucyfiks widlasty z 1580 roku. W prezbiterium znajduje się relikwiarz św. Kwiryna z 1900 roku, który zastąpił przeniesionego do Clemens-Sels-Museum poprzednika. XX-wieczną figurę św. Krzysztofa wykonał Hein Minkenberg, a ołtarz i tabernakulum – Elmar Hillebrand. Organy wykonał w 1907 roku Ernst Seifert, rozlokowano je na dwóch emporach, składają się z 86 głosów. Wewnątrz zachodniej wieży zawieszono siedem dzwonów o łącznej wadze 15 550 kg, a największy z nich, poświęcony św. Kwirynowi, waży 5750 kg.

## Galeria

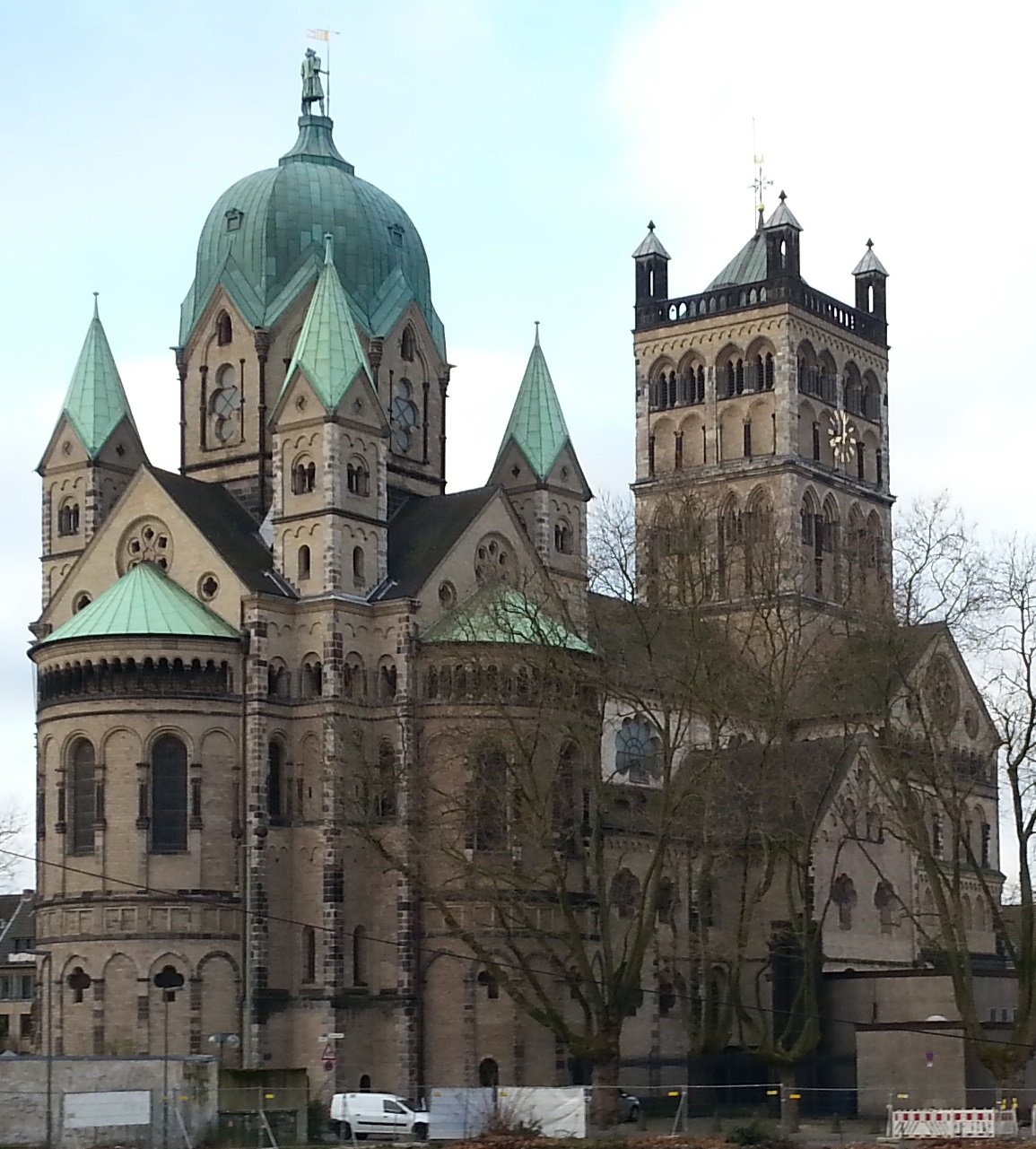
Widok z północnego zachodu
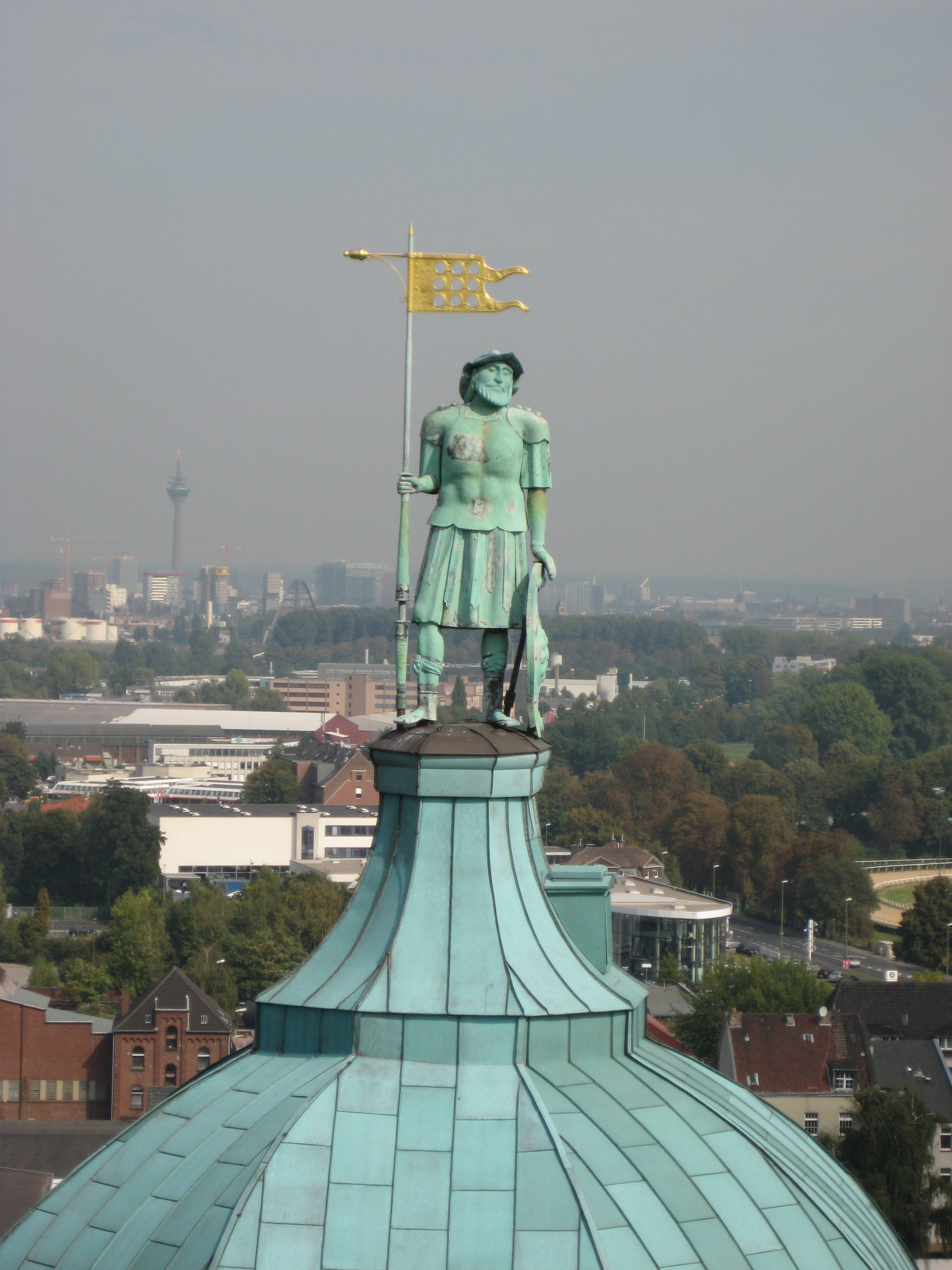
Figura św. Kwiryna wieńcząca kopułę
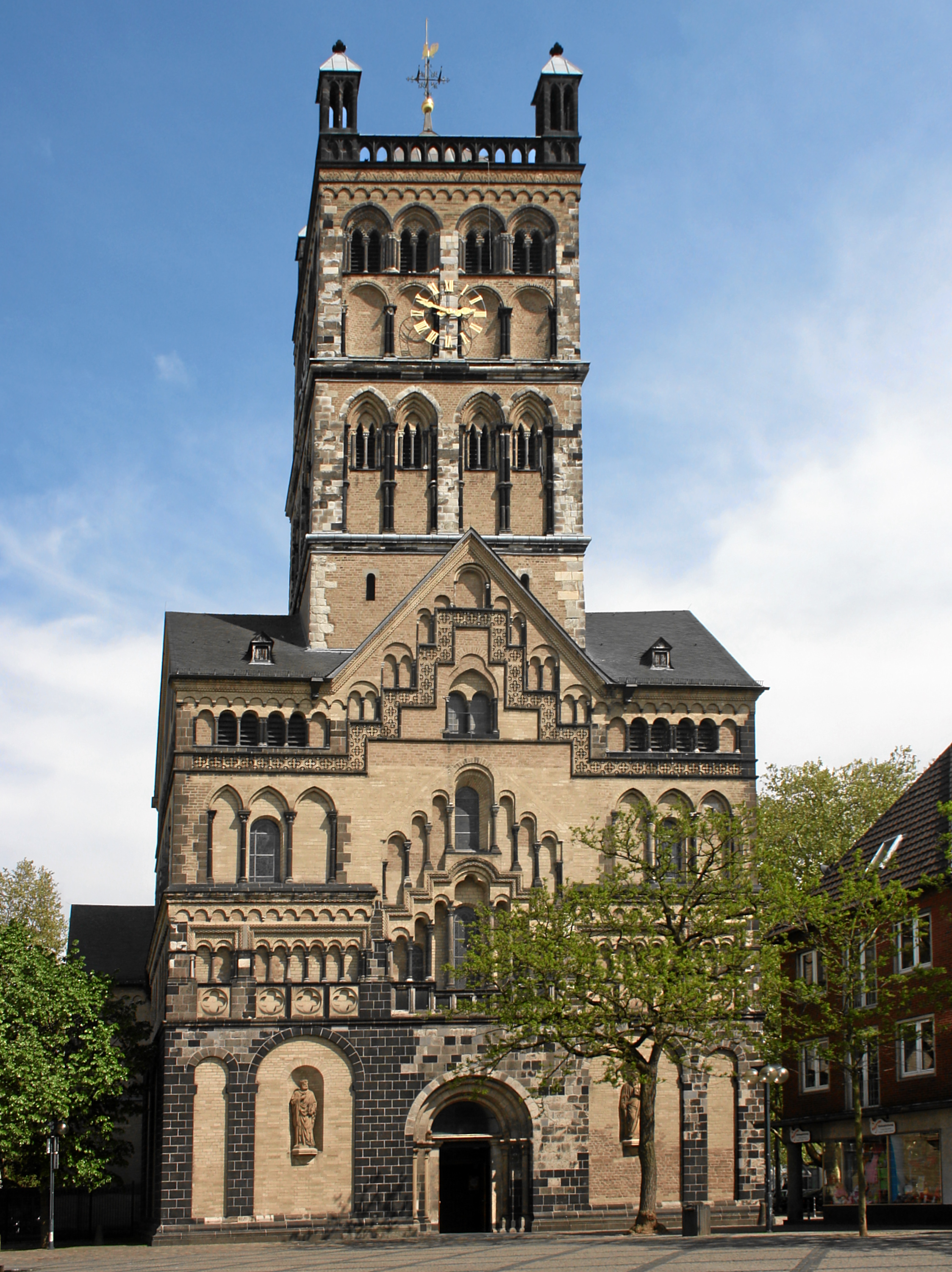
Fasada
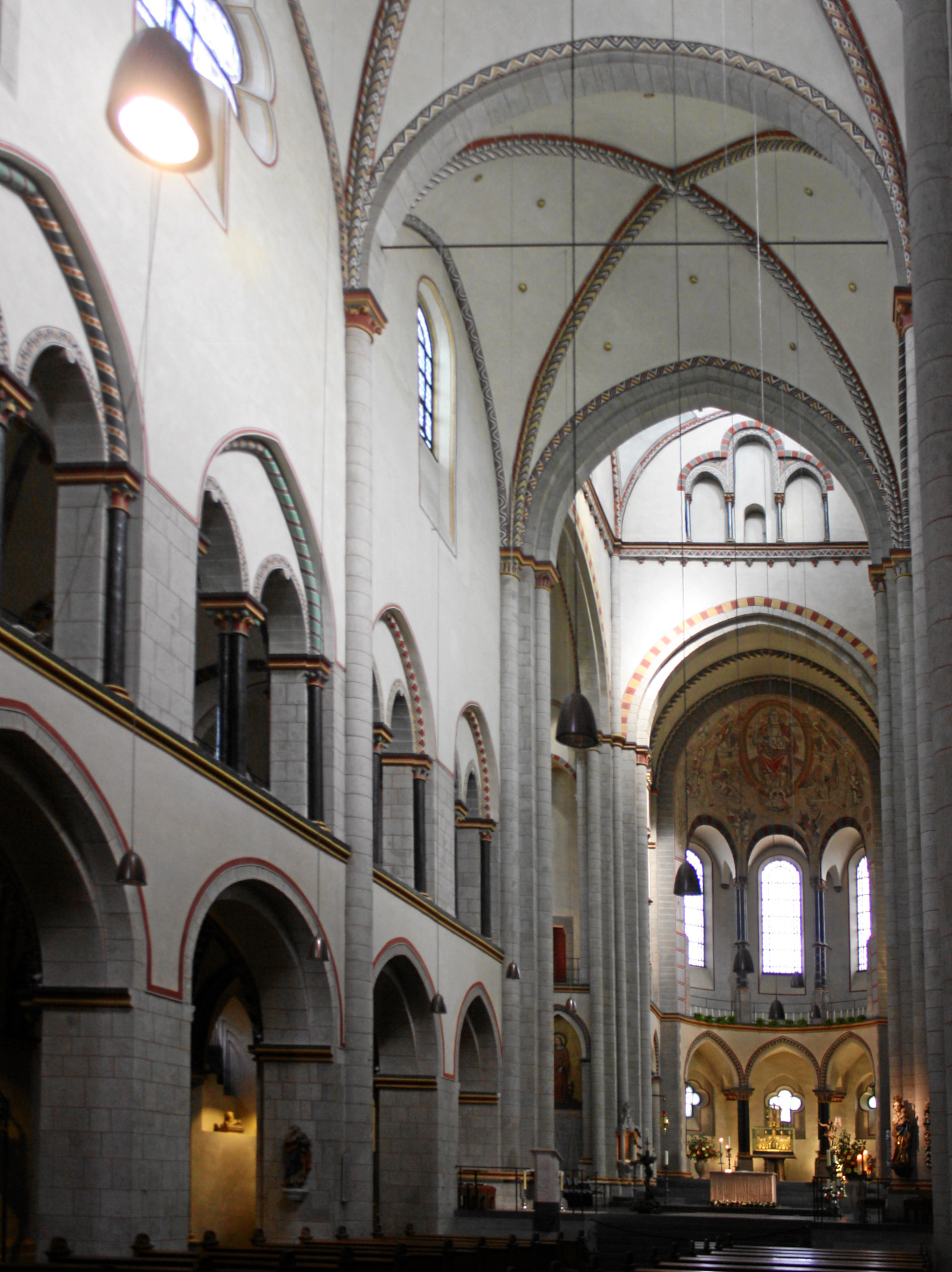
Wnętrze
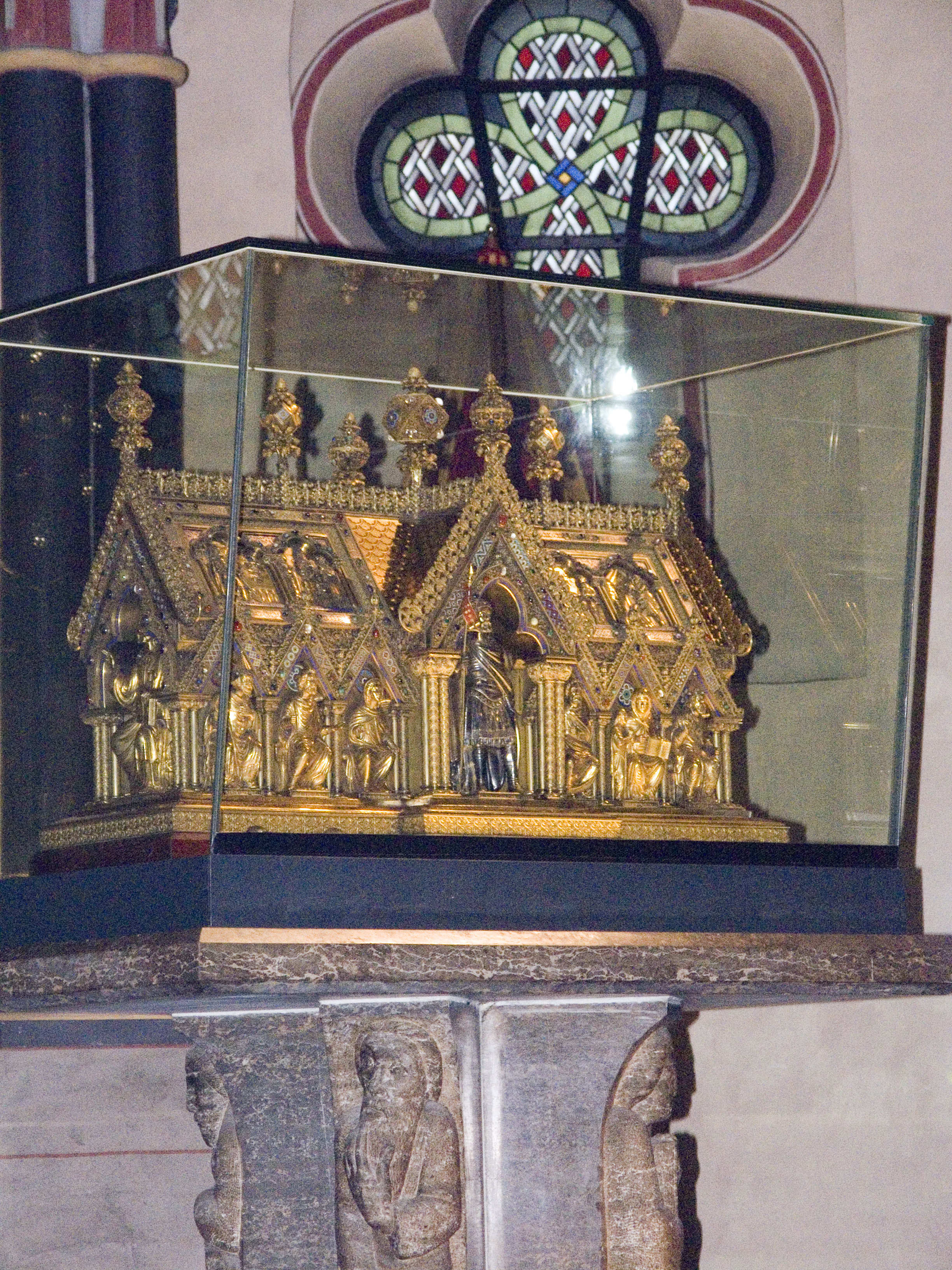
Relikwiarz św. Kwiryna
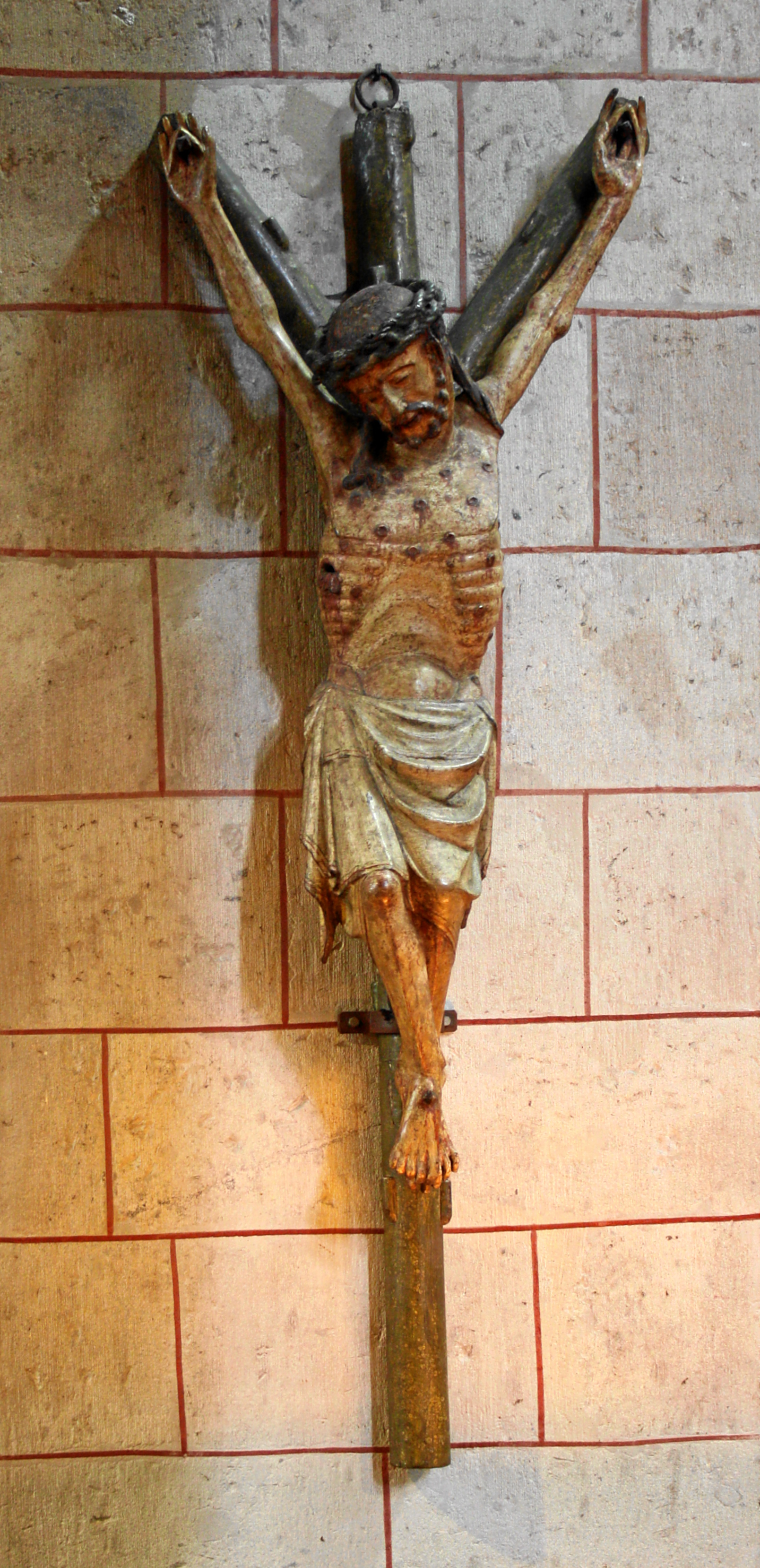
Krucyfiks widlasty
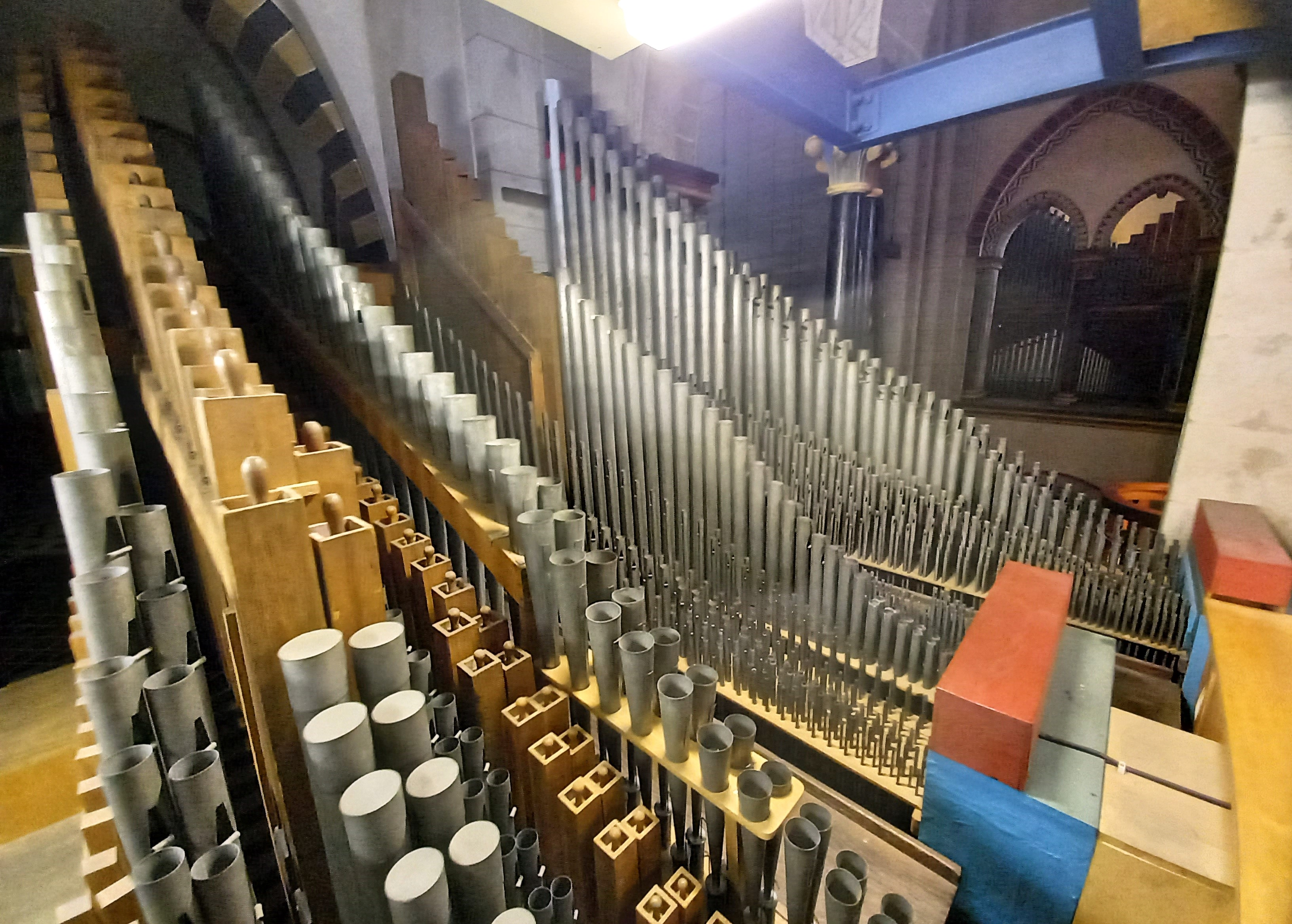
Organy